# Glossaire des effets spéciaux
Cette page liste les principaux termes techniques utilisés pour décrire les effets spéciaux utilisés dans la réalisation de films.
- 24 images/seconde video : Vidéo à 24 images par seconde.

Lorsque l'on filme un écran de télévision ou d'ordinateur avec une caméra, il apparaît sur l'écran de la TV, un balayage qui le traverse régulièrement. Ceci est dû au fait que la caméra n'est pas synchronisée avec l'écran. C'est encore plus visible, si l'on filme avec une caméra à film car elle tourne normalement à 24 images par seconde alors que les écrans de télé sont à 25 ou 30 images par seconde (voire plus pour les écrans d'ordinateurs). Il faut alors utiliser des écrans ayant une électronique spéciale et qui vont fonctionner à 24 images par seconde, et de manière synchrone avec la caméra, de façon à éliminer cet effet indésirable.
- Accéléré :

L'accéléré est obtenu en enregistrant les images d'un film à une vitesse inférieure à la vitesse de projection. Par exemple, au cinéma, la cadence est de 24 images par seconde. Si l'on filme un plan à 12 images par seconde, lors de la projection les mouvements contenus dans ce plan sembleront aller deux fois plus vite. On l'utilise couramment pour accélérer un lever ou coucher de soleil. On l'utilise aussi pour accélérer des poursuites de véhicules mais c'est souvent assez voyant et doit donc être utilisé avec parcimonie (Voir Ralenti).
- Anamorphose :

Système optique (type prisme) que l'on place devant la caméra et devant le projecteur et qui comprime puis décomprime l'image dans le sens horizontal. Ce procédé permet d'enregistrer une image très large sur une pellicule de taille normale. C'est le procédé à la base du Cinémascope, par exemple.
- Animatronics :

Créatures réalisées en général avec une peau en latex et des mécanismes internes permettant de lui donner une apparence de vie. Il s'agit souvent de simples câbles qui sont actionnés à distance par des opérateurs, pour réaliser une action simple. Les modèles les plus sophistiqués disposent de servomoteurs radiocommandés. Les mouvements les plus complexes peuvent être enregistrés par un ordinateur et rejoués à volonté.
- Arrêt sur image : voir Freeze frame.

- Balance des blancs :

La balance des blancs permet, sur une caméra vidéo, de régler la couleur dominante en fonction de l'éclairage ambiant (on parle de la température de la couleur). On réalise ce réglage en présentant devant la caméra une surface que l'on sait être blanche. L'électronique de la caméra peut alors modifier les réglages internes de l'appareil pour que cette surface apparaisse blanche lors de l'enregistrement. Il faut bien sûr refaire cette opération chaque fois que l'on change de conditions d'éclairage. On peut aussi délibérément tromper le camescope en lui présentant une surface non blanche. Ainsi, certaines personnes font la balance des blancs sur la peau de leur main pour obtenir des tons plus doux.
- Banc-titre :

Banc optique avec une caméra fixée au-dessus d'un plan de travail qui permet de réaliser les titres des films. De plus en plus, le banc-titre tend à être remplacé par des ordinateurs qui permettent des traitements plus complexes sans perte de qualité. (voir aussi Truca).
- Bande inter : Bande son internationale.

C'est une bande son qui ne contient que les bruits et la musique du film. Elle permet d'ajouter ensuite facilement les voix des acteurs pour le doublage des films à l'étranger.
- Best boy :

Assistant en chef du Gaffer (chef électricien).
- Blow Up : Agrandir. En français : gonflage.

Consiste à agrandir le format d'un film, par exemple, en le passant du 16 mm au 35 mm via un appareil optique.
- Blue screen : Écran Bleu ou fond bleu.

Fond bleu sur lequel on filme des acteurs ou objets. Ce fond bleu sera ensuite remplacé par une image ou un film par incrustation. Avec l'utilisation de la vidéo, les fonds bleus sont souvent remplacés par des fonds verts, la technique, appelé aussi "clé couleur" (voir Chroma key) restant la même.
- Blur :

Effet de flou que l'on retrouve sur une image, ou sur une partie de l'image d'un objet en mouvement par exemple. En composisting, cet effet est paramétrisable.
- Blue spill : Tache bleue.

Il s'agit d'un problème lié à l'utilisation de principe de l'écran bleu. Si la couleur de l'écran (par exemple le bleu) se reflète sur la silhouette de l'acteur qui se trouve devant ce fond, il va se créer une tache bleue. Lorsqu'on remplace la couleur bleue par un fond, la tache risque de créer un « trou » (dans lequel on verra le fond) dans la silhouette de l'acteur.
- Cache / Contre-cache :

Le système du cache/contre-cache permet de n'exposer qu'une partie de la pellicule à la lumière en plaçant un cache devant l'objectif de la caméra. On rembobine le film et l'on peut tourner une nouvelle fois la scène avec le cache contraire (contre-cache). On peut ainsi avoir sur la même image des portions tournées séparément. Cela demande en général une caméra parfaitement fixe. Cela permet de réaliser des trucages comme l'apparition d'un comédien en plusieurs exemplaires pour un rôle de jumeau, par exemple. Ce système a été aujourd'hui abandonné au profit des caches numériques qui permettent une liberté d'action beaucoup plus grande. Voir Incrustation.
- Chroma key : Clé Couleur.

Procédé qui consiste à remplacer une couleur de l'image par une autre image. Il s'agit souvent d'un fond bleu ou vert qui est remplacé par une image fixe ou mobile (Voir Blue screen et Incrustation) d'où l'importance d'utiliser une couleur non présente dans les parties d'image à conserver.
- Cloud chamber / Cloud tank : Chambre à nuage / Bassin à nuage.

Il s'agit une sorte d'aquarium rempli d'eau et dans lequel on verse différents produits, comme du lait, pour créer des formes nuageuses qui pourront ensuite être placées sur des plans pour simuler la formation d'un orage, etc.
- Compositing : Composition.

Procédé qui consiste à manipuler les éléments d'un film, filmés séparément (premier plan, second plan, arrière plans) grâce à un ordinateur pour créer (composer) des images virtuelles. Remplace beaucoup d'anciens procédés de trucages optiques, tout en offrant des possibilités nouvelles.
- Découverte :

Forme le fond du décor dans un studio. C'est souvent un très grand panneau en toile sur lequel a été peint un paysage, une rue, etc. C'est un principe directement repris des techniques de création des décors de théâtre. Il peut aussi s'agir d'une maquette. On y utilise souvent le principe de la Perspective forcée.
- Dolly :

Charriot à roues sur lequel est placé un bras où l'on fixe la caméra. Un technicien, le chef machiniste, peut alors pousser ce charriot dans différentes directions pour permettre un mouvement de caméra.
- Dry for Wet : Sec à la place d'humide.

Technique qui consiste à filmer des maquettes qui sont censées se trouver sous l'eau (par exemple, un sous-marin) à l'air libre avec des éclairages bleus et de la fumée pour recréer la sensation que l'objet est sous l'eau à grande profondeur.
- Dykstraflex :

Nommé d'après John Dykstra, l'un des créateurs des effets spéciaux de Star Wars, épisode IV : Un nouvel espoir (1977) de George Lucas. Cette technique, inventée par John Dykstra et Al Miller, est une extension du Motion control où la caméra ainsi que la maquette sont en mouvement, les deux étant contrôlés par un ordinateur de manière à générer des mouvements complexes et à pouvoir les répéter autant de fois que nécessaire.
- Dynamation :

Terme inventé par Ray Harryhausen, pour désigner le mélange de scènes avec acteurs et d'animation images par images. Cette technique, développée sur des films comme King Kong (1933), fut portée à son sommet par Harryhausen et lui permit de réaliser des scènes incroyables pour l'époque comme celle des squelettes dans Jason et les Argonautes (1963) de Don Chaffey. Les acteurs étaient filmés dans un décor réel et faisaient semblant d'être face à des créatures ou des monstres, par exemple, en donnant des coups d'épée dans le vide. Ensuite, en studio, Harryhausen projetait cette scène image par image sur un écran par rétroprojection. Devant cet écran, il reproduisait en miniature une partie du décor réel, notamment le sol. Sur ce décor, il animait image par image ses créatures pour qu'elles semblent interagir avec les acteurs. Le tout étant refilmé image par image par une caméra. Cette technique longue et laborieuse est aujourd'hui remplacée par l'animation 3D sur ordinateur.
- Film recorder : Enregistreur de film.

Permet de filmer des images créées ou manipulées sur ordinateur pour les transférer sur pellicule. De plus en plus, ce système va être remplacé par l'utilisation de projecteurs numériques dans les salles.
- Fifty-Fifty Mirror : Miroir 50/50.

Miroir en partie dépoli de manière à permettre le mélange de deux images à 50 pour cent en direct devant la caméra. Est aujourd'hui remplacé par le Compositing.
- Flashback : Retour en arrière.

Scène qui dans la chronologie du film se passe avant l'action actuelle, dans le passé. Permet, par exemple, de revenir en arrière sur des évènements du passé ou sur des souvenirs du personnage. Un film est entièrement basé sur ce procédé, c'est Memento (2000) de Christopher Nolan (Voir aussi Flashforward).
- Flashforward : Aller en avant.

Scène qui dans la chronologie du film se passe après l'action actuelle, dans le futur. Beaucoup plus rarement utilisé que le flash back, permet, par exemple, de montrer des prémonitions du personnage (dans les films d'horreur notamment). (Voir aussi Flashback).
- Freeze frame : Arrêt sur image (Image gelée).

Consiste à répéter une même image pendant un certain temps ce qui donne l'impression que l'image s'est figée.
- Gaffer : chef électro

Responsable de l'appareillage électrique et de l'éclairage lors d'un tournage.
- Garbage matte :

Élimination d'une partie de l'image dont on ne veut pas, par exemple, parce qu'on y voit un élément de tournage : micro, éclairage, etc.
- Grain : Grain de l'image.

Les images filmées sur pellicule chimique ont un grain, c'est-à-dire que si l'on agrandit l'image, on voit apparaître des variations dans les couleurs dues à la présence des pigments chimiques. Les images générées par ordinateur n'ont pas ce grain. Pour assembler des images de synthèse et des prises de vues réelles sans que la différence soit trop visible, il est souvent nécessaire de rajouter du grain aux images virtuelles.
- Grip : Machiniste

Responsable des équipements nécessaires aux mouvements de caméra (dolly, grues, etc)
- Image processing : Traitement d'image

Toutes les manipulations que l'image peut subir. Ces manipulations sont maintenant de plus en plus réalisées par ordinateur.
- Hyperfocal (distance) : (Distance) hyperfocale

Mise au point de la caméra de sorte que tous les plans semblent nets, de la moitié de l'hyperfocale jusqu'à l'infini.
- Incrustation :

Permet de placer une partie de l'image dans une autre image. Par exemple, en mettant des personnages dans un décor filmé séparément (Voir Blue screen).
- Infographie 2D et 3D :

L'infographie est la création ou la manipulation d'images sur ordinateur. La 2D correspond à l'utilisation d'images plates, en 2 dimensions. La 3D correspond à l'utilisation d'objets définis en 3 dimensions puis projetés dans une image ou une animation en 2 dimensions.
- Key grip : chef machiniste

Responsable des mouvements de caméra d'un film. C'est lui qui va pousser la dolly, le chariot de travelling, la grue, etc, en fonction du mouvement des acteurs et du rythme d'une séquence.
- Lipstick camera :

Petite caméra utilisée pour filmer des maquettes ou dans des endroits inaccessibles par une caméra normale.
- Louma :

La louma est un bras long de plusieurs mètres au bout duquel on fixe la caméra dont les mouvements sont contrôlés à distance depuis le sol par le caméraman. Cela permet de filmer en hauteur de manière beaucoup plus maniable qu'avec une grue.
- Luma key : Clé de Luminance.

Procédé similaire au Chroma key qui consiste à remplacer une certaine plage de luminance de l'image par une autre image. Utilisé généralement pour incruster du DV dont l'échantillonnage rend sa résolution chromatique quatre fois inférieure à sa résolution de luminance (une incrustation basée sur la luminance aura donc quatre fois plus de détails).
- Makeup effects :

Effets spéciaux de maquillage.
- Masques articulés :

On utilise des masques pour cacher une partie d'une image, permettant ainsi de laisser apparaître une autre image. La création de masques articulés est un procédé manuel (appelé également rotoscopie) qui consiste à détourer une partie de l'image avec un polygone ou avec des formes plus complexes créées à partir de courbes de Bézier ou de S-Splines.
- Masques procéduraux :

Contrairement aux masques articulés, il s'agit d'un procédé automatique qui crée un masque à partir de différentes informations contenues dans l'image. Le procédé le plus connu étant l'incrustation chromatique (Chroma key).
- Matte painting : Peintures sur verre.

Les peintures sur verre permettent de remplacer par une peinture des portions de décors qui n'existent pas. Elles sont aujourd'hui principalement réalisées par infographie.
- Rotoscopie :

technique permettant de transformer une image filmée en dessin animé, inventée par Dave et Max Fleischer. En compositing, une roto est une ou des courbes (splines) qui découpe un objet ou une série d'objets sur un plan. À partir d'une roto complétée, l'artiste génère un matte en noir et blanc qui épouse parfaitement l'objet sur tout le plan. Le blanc (valeur 1) correspond à la partie visible de l'image qui est totalement opaque; le noir (valeur 0) correspond à ce qu'on veut exclure. Les valeurs entre 0 et 1 correspondent à une partie visible, possèdent une transparence variable. Le matte généré par une roto est utilisé en compositing pour intervenir sur un objet sans affecter le reste de l'image ou alors protéger cet objet d'une intervention globale.
- Slit-scan :

Technique mécanique permettant d'obtenir des animations psychédéliques, perfectionnée par Douglas Trumbull dans le film 2001, l'Odyssée de l'espace
- Tracking :

Technique qui consiste à récupérer un mouvement réel d'une caméra et le transformer en un mouvement virtuel (courbes x, y, z ) pour être utilisé dans un lociciel d'effets visuel. Le Tracking peut servir directement sur des images numérisées à suivre des mouvements sur une image, permettant ensuite de les traiter.
- Travelling contrarié :

Le travelling contrarié, travelling compensé, Transtrav (marque déposée), ou contra-zoom, consiste à contrarier les effets simultanés d'un zoom arrière et d'un travelling mécanique avant ou l'inverse, zoom avant et travelling mécanique arrière, de telle sorte que le sujet principal reste cadré de la même manière (même "grosseur de cadre"). Seul le décor change, qui subit des déformations de perspective, respectivement un allongement, ou un tassement. Apparaît pour la première fois en 1958 : un escalier à vis semble s'allonger sous l'effet du vertige ressenti par le personnage principal dans le film Sueurs froides (Vertigo) réalisé par Alfred Hitchcock).